# Grotte du Gazel
Pour les articles homonymes, voir Gazel.
La grotte du Gazel est une grotte ornée datée du Magdalénien située à Sallèles-Cabardès, dans l'Aude, dans la région Occitanie, en France.

## Situation
La grotte du Gazel est située sur la commune de Sallèles-Cabardès, dans le Nord du département de l'Aude, à environ 200 m au nord-est de l'église de Sallèles-Cabardès et 3,8 km (à vol d'oiseau) au sud du mont Simel, sur le versant sud de la Montagne Noire.
Elle se trouve sur la rive gauche (côté est) du ruisseau d'Escole, qui devient un peu plus en aval le ruisseau de la Ceize, affluent de la Clamoux, cette dernière un affluent droit de l'Orbiel et sous-affluent de l'Aude. Le ruisseau d'Escole, qui change de nom également en amont, prend sa source au mont Simel.
L'altitude de la grotte est d'environ 275 m. Elle surplombe le cours d'eau d'environ 30 m.

## Géologie
La carte géologique montre la grotte creusée à la jonction des couches k2d (alternance de dolomies claires et pélites ou « Schisto-dolomitique », puis dolomies grises à silex ou « silico-dolomitique ») et k2e (calcaires noirs à hyolithoïdes). Ces deux formations datent du Cambrien inférieur.

## Description
La grotte s'ouvre vers l'ouest.

## Occupation
Du Magdalénien (Paléolithique supérieur) au Laborien (Mésolithique), en passant par l'Azilien (Épipaléolithique).

## Protection
La grotte du Gazel a été classée au titre des monuments historiques en 1948. C'est une propriété privée.